# Граве, Николай Владимирович
Никола́й Влади́мирович Гра́ве (1836—1908) — правовед; действительный тайный советник, сенатор (с 18.12.1885).

## Биография
Сын генерал-майора Отдельного корпуса жандармов Владимира Ивановича Граве (1790—1856). Его дядя (брат матери) — декабрист А.И.Вегелин. Старший брат — генерал-лейтенант Константин Владимирович Граве. Племянница (дочь сестры Софии Владимировны) — Наталья Эрастовна Ващенко, в замуж. Успенская, сотрудник АН СССР, была замужем за Фёдором Ивановичем Успенским. Племянница (дочь сестры Елизаветы Владимировны) — Ольга Николаевна Белокопытова, в замуж. Мечникова — жена, соратник и биограф И. И. Мечникова.
Окончил в 1856 году Императорское училище правоведения.
Был первым товарищем (заместителем) председателя Петроградского окружного суда. Затем был назначен товарищем обер-прокурора гражданского кассационного департамента, а в 1872 году — сначала юрисконсультом, а затем членом совета Министерства финансов. Во время службы в Министерстве участвовал в ряде комиссий: о применении судебных уставов к административным ведомствам, о преобразовании коммерческого судопроизводства, о вступлении правительства в управление частными железными дорогами, о введении в Государственном Банке операций по выдаче ссуд для приобретения земледельческих машин и др.
В поселке Кулотино Новгородской губернии имел в собственности стекольный завод, производивший высококачественное богемское стекло, поставляемое в Москву и Петербург. Около 1870 года здесь им был создан дворцово-парковый ансамбль усадьбы «Приволье».
Похоронен на Шуваловском кладбище

#### Семья
Жена — Ольга Константиновна Истомина (1849—1918, Петроград), дочь адмирала К.И.Истомина, племяннице контр-адмирала В. И. Истомина и вице-адмирала П.И.Истомина; писательница (псевд. О.К.Снежина), автор книги «Женский вопрос».
Дети:
- Дочь — Ольга Николаевна Граве, по мужу Карпова (1869—?). Муж — Карпов, Виктор Иванович[5]. Эмигрировала с дочерью и мужем во Францию, затем жила в Югославии. Две дочери и сын остались в Советской России, были репрессированы[8].
- Сын — Николай Николаевич Граве (1873—?). В 1914 году — статский советник, чиновник особых поручений при Министерстве внутренних дел, почетный мировой судья в звании камергера. Жена — Серафима Александровна, баронесса Таубе (ум.1937). Сыновья: Владимир Николаевич Граве (1900—1917) и Евгений Николаевич Граве (1901—1929)[5]. Дочь Евгения Николаевича Граве и Елены Сергеевны Принтц — Татьяна Евгеньевна Граве (1922—после 1997), жила в Ленинграде[9][10].
- Дочь — Анастасия Николаевна Граве, по мужу Забелло (1876, СПб—1968, Милан)[8]. Весной 1919 года в Киеве была арестована[11]. В 1923 вместе с младшим сыном эмигрировала в Италию.
  - Владимир Евгеньевич Забелло (1898—1920[12]; или же 1900—1918/9[11]). В Вооруженных силах Юга России, погиб в Гражданскую войну.
  - Николай Евгеньевич Забелло (1911, Киев—2010, Милан). Инженер, работал в компании «Siemens», в фирме телекоммуникаций «Ponti Radio».  Его дети: Марина (род. 1950), Евгений (род.1955)[11].